# SOCS2
SOCS2 (англ. Suppressor of cytokine signaling 2) – білок, який кодується однойменним геном, розташованим у людей на короткому плечі 12-ї хромосоми. Довжина поліпептидного ланцюга білка становить 198 амінокислот, а молекулярна маса — 22 172.
| 10         |  | 20         |  | 30         |  | 40         |  | 50         |
| ---------- |  | ---------- |  | ---------- |  | ---------- |  | ---------- |
| MTLRCLEPSG |  | NGGEGTRSQW |  | GTAGSAEEPS |  | PQAARLAKAL |  | RELGQTGWYW |
| GSMTVNEAKE |  | KLKEAPEGTF |  | LIRDSSHSDY |  | LLTISVKTSA |  | GPTNLRIEYQ |
| DGKFRLDSII |  | CVKSKLKQFD |  | SVVHLIDYYV |  | QMCKDKRTGP |  | EAPRNGTVHL |
| YLTKPLYTSA |  | PSLQHLCRLT |  | INKCTGAIWG |  | LPLPTRLKDY |  | LEEYKFQV   |

A: Аланін

C: Цистеїн

D: Аспарагінова кислота

E: Глутамінова кислота

F: Фенілаланін

G: Гліцин

H: Гістидин

I: Ізолейцин

K: Лізин

L: Лейцин

M: Метіонін

N: Аспарагін

P: Пролін

Q: Глутамін

R: Аргінін

S: Серин

T: Треонін

V: Валін

W: Триптофан

Кодований геном білок за функціями належить до фосфопротеїнів, інгібіторів передачі внутрішньоклітинних сигналів. 
Задіяний у таких біологічних процесах, як убіквітинування білків, регуляція росту. 